# Mistrovství světa v zápasu řecko-římském 1983
Mistrovství světa v zápasu řecko-římském proběhlo v Kyjevě, Ukrajina v roce 1983.

## Výsledky
| Kategorie | Podrobnosti | Zlato                     | Stříbro               | Bronz                   |
| --------- | ----------- | ------------------------- | --------------------- | ----------------------- |
| -48 kg    | podrobně    | Bratan Cenov (BUL)        | Markus Scherer (FRG)  | Temo Kazarašvili (URS)  |
| -52 kg    | podrobně    | Benur Pašajan (URS)       | Erol Kemah (TUR)      | Ljubomir Zekov (BUL)    |
| -57 kg    | podrobně    | Masaki Etó (JPN)          | Kamil Fatkulin (URS)  | Petar Balov (BUL)       |
| -62 kg    | podrobně    | Hannu Lahtinen (FIN)      | Günter Reichelt (GDR) | Živko Vangelov (BUL)    |
| -68 kg    | podrobně    | Tapio Sipilä (FIN)        | Mohammad Baná (IRI)   | Gennadij Jermilov (URS) |
| -74 kg    | podrobně    | Michail Mamijašvili (URS) | Andrzej Supron (POL)  | Karolj Kasap (YUG)      |
| -82 kg    | podrobně    | Tejmuraz Apchazava (URS)  | Lennart Lundell (SWE) | Jarmo Övermark (FIN)    |
| -90 kg    | podrobně    | Igor Kanygin (URS)        | Atanas Komšev (BUL)   | Norbert Növényi (HUN)   |
| -100 kg   | podrobně    | Andrej Dimitrov (BUL)     | Jožef Tertei (YUG)    | Viktor Avdyšev (URS)    |
| +100 kg   | podrobně    | Jevgenij Arťuchin (URS)   | Nikola Dinev (BUL)    | Cándido Mesa (CUB)      |